# مقررات صادرات و واردات (ایران)
مقررات صادرات و واردات کالا و انجام خدمات مربوط نسبت به کلیه صادرکنندگان، واردکنندگان و نیز آنهایی که شمول قانون بر آنها مستلزم ذکر نام است به موجب این قانون تعیین و کلیه قوانین مغایر لغو می‌گردد.
کالاهای صادراتی و وارداتی به ۳ گروه تقسیم می‌شوند:
- کالای مجاز: کالایی است که صدور یا ورود آن با رعایت ضوابط نیاز به کسب مجوز ندارد.
- کالای مشروط : کالایی است که صدور یا ورود آن با کسب مجوز امکان پذیر است.
- کالای ممنوع : کالایی است که صدور یا ورود آن به موجب شرع مقدس اسلام یا به موجب قانون ممنوع گردیده.

دولت می‌تواند مقتضیات و شرایط خاص زمانی با رعایت قوانین مربوطه صدور یا ورود بعضی از کالاها را ممنوع نماید. نوع و مشخصات کالاهای هر یک از موارد سه‌گانهٔ یادشده بر اساس آیین‌نامه‌هایی که توسط وزارت بازرگانی تهیه و به تصویب هیئت وزیران می‌رسد تعیین خواهد شد. ملاک تجاری بودن کالا و نیز نحوه صدور، تمدید و ابطال کارت بازرگانی مطابق آیین‌نامه اجرایی خواهد بود که به تصویب هیئت وزیران می‌رسد. وزارت بازرگانی موظف است تغییراتی کلی آیین‌نامه اجرایی این قانون و جداول ضمیمه مقررات صادرات و واردات را قبل از پایان هر سال برای ارسال بعد و تغییرات موردی آنها را طی سال، پس از نظرخواهی از دستگاه‌های ذی‌ربط و اتاق ضمن منظم نمودن حقوق مکتب تهیه و پس از تصویب هیئت وزیران جهت اطلاع عموم منتشر نماید.

## منبع
- مقررات صادرات و واردات، شرکت چاپ و نشر بازرگانی، چاپ اول.